# Batalla de flors

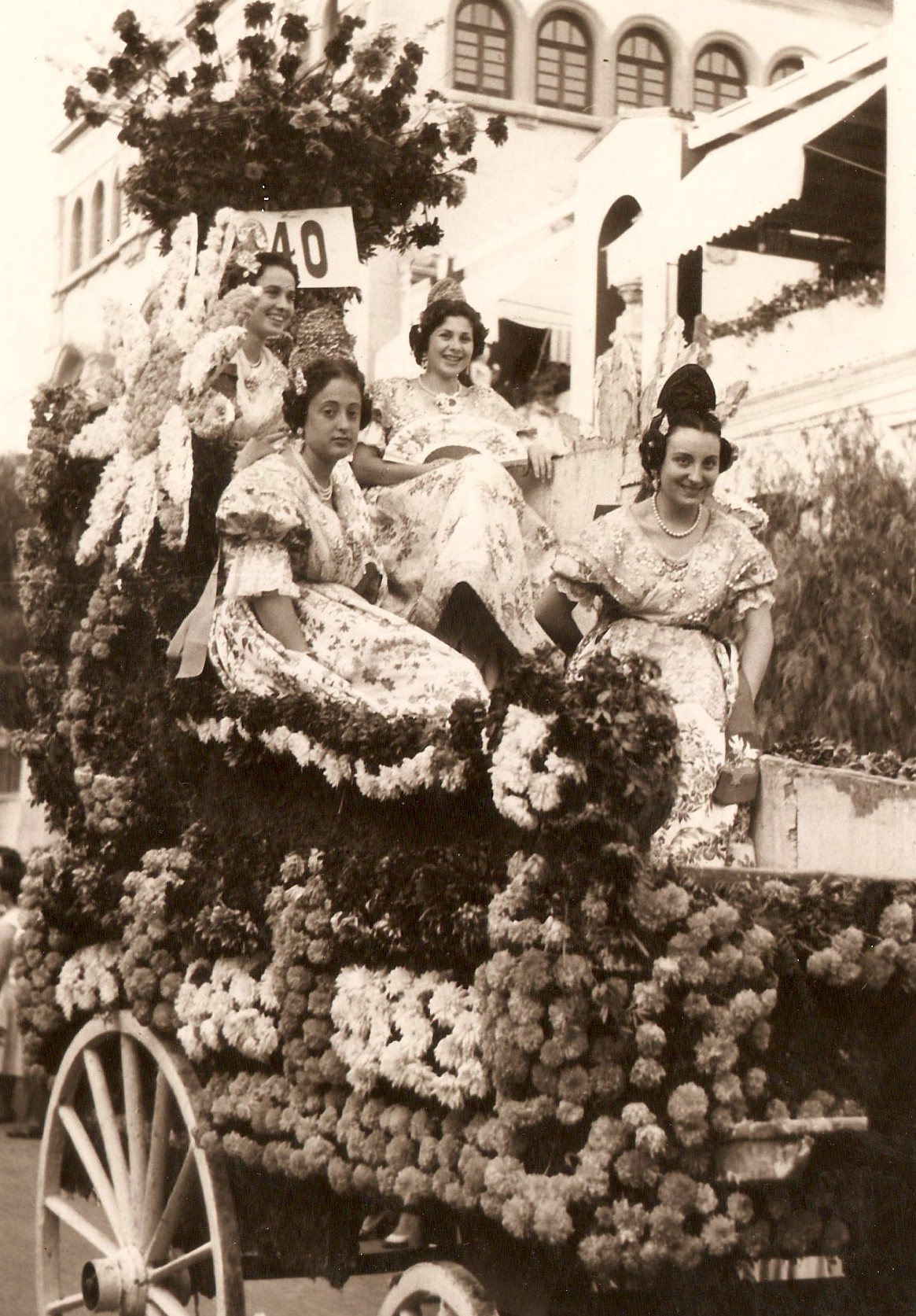
Batalla de les Flors (1955).

La batalla de Flors de València és una desfilada de carrosses sobre les quals es munten decorats temàtics. Les persones que participen damunt, generalment joves, llancen al públic serpentines, confeti i flors. L'espectacle és un dels més valorats de la Gran Fira de Juliol de la ciutat de València.

## Orígens
Va ser Pasqual Frígola Ahís Xacmar i Beltrán, baró de Cortes de Pallàs i president de Lo Rat Penat, qui va incorporar la Batalla de Flors als actes de la Fira de Juliol l'any 1891, sent la desfilada de carrosses amb batalla floral més antiga d'Espanya. La idea està basada en la batalla floral del Carnestoltes de Niça.
En un principi, hi participaven carrosses engalanades amb flors que, el darrer diumenge de juliol, cap al tard, recorrien un tram del Passeig de l'Albereda. Les carrosses feien un primera volta al circuit davant del jurat que, en acabar, premiava la més bella. Durant la segona volta, els participants llançaven al públic serpentines, confeti i flors (clavells), i aquest responia al seu torn, lliurant-se així una batalla pacífica i festiva, plena d'aromes i de color.
En els seus orígens, només hi prenia part la burgesia valenciana, que hi mostrava la posició social a través del valor dels carruatges i dels cavalls, de la bellesa de les ornamentacions florals i de la riquesa dels vestits. Amb el temps, la Batalla de Flors es va popularitzar i va esdevenir un dels actes més emblemàtics de la Gran Fira de València.

## La Batalla de Flors en l'actualitat

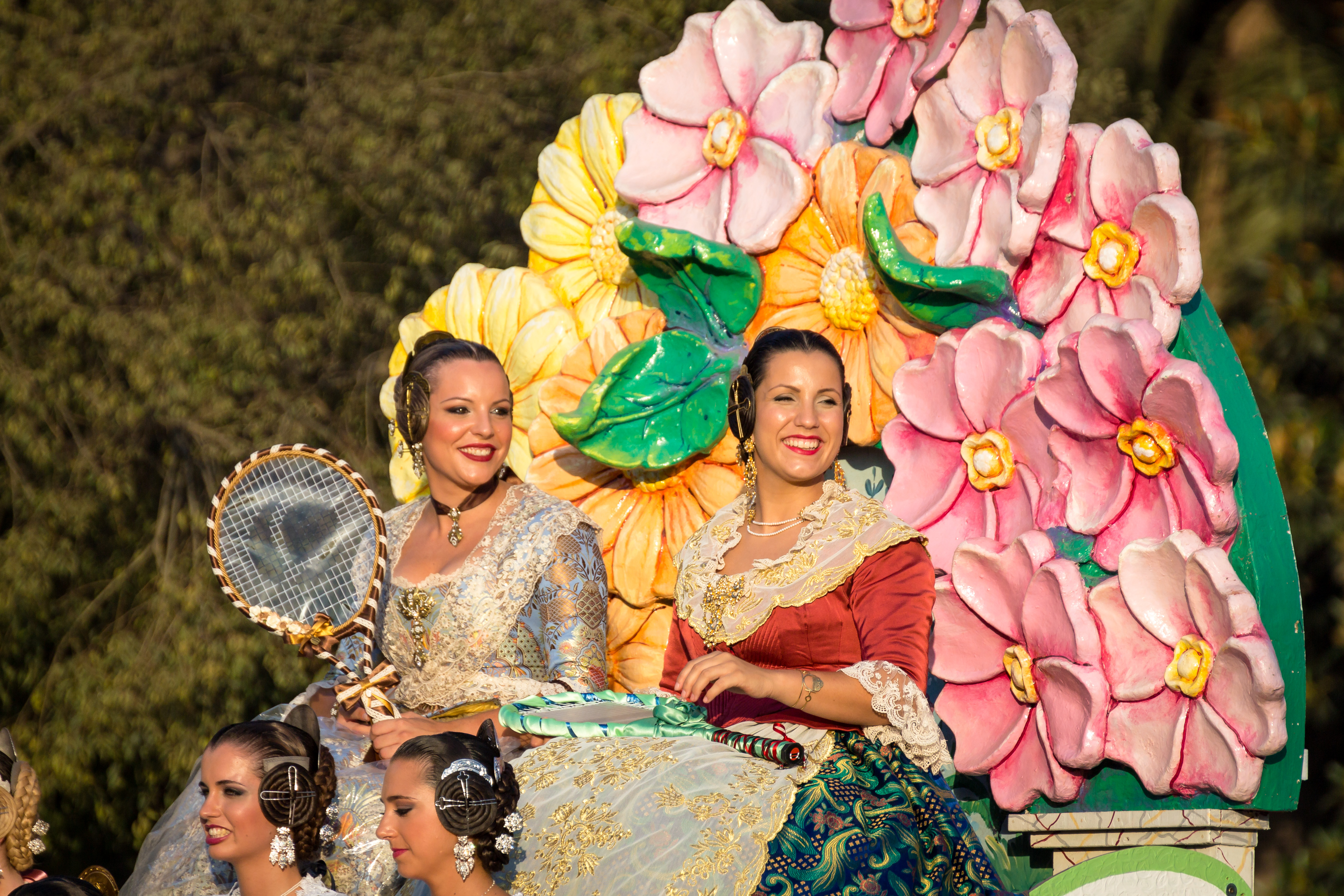
Batalla de flors el 2016.

Al llarg del segle xx, les carrosses van ser substituïdes per plataformes (sempre arrossegades per cavalls) sobre les quals es munten escenaris al·legòrics; però la resta del ritual segueix igual. A més a més, també s'hi van afegir les «gropes», cavalls molt ben abillats que porten a sobre una parella, home i dona, amb els vestits de gala dels llauradors de l'Horta de València.
Actualment, el premi a la carrossa millor decorada rep el nom de «Premi Baró Cortes de Pallàs» en honor del creador d'aquest acte.